# Ray Cadieux
Raymond Cadieux (né le 27 décembre 1941 à Ottawa) est un joueur canadien de hockey sur glace. Lors des Jeux olympiques d'hiver de 1968, il remporte la médaille de bronze.

## Palmarès
- Médaille de bronze aux Jeux olympiques de Grenoble en 1968